# La Fille sans dieu
Pour plus de détails, voir Fiche technique et Distribution.
La Fille sans dieu ou Les Damnés du cœur (titre original : The Godless Girl) est un film américain de Cecil B. DeMille sorti en 1929.

## Synopsis
Une jeune fille étant morte à la suite de l'affrontement entre deux groupes d'étudiants, l'un fanatique athée et l'autre religieux, leurs deux meneurs sont envoyés en maison de correction,

## Fiche technique
- Titre : La Fille sans dieu
- Titre original : The Godless Girl
- Réalisation : Cecil B. DeMille, assisté de Frank Urson
- Scénario : Jeanie Macpherson et Beulah Marie Dix (titres).
- Production : Cecil B. DeMille
- Société de production : C.B. DeMille Productions
- Direction musicale : Hugo Riesenfeld
- Photographie : J. Peverell Marley
- Montage : Anne Bauchens
- Direction artistique : Mitchell Leisen
- Costumes : Adrian
- Pays de production : États-Unis
- Format : Noir et blanc
- Son : Muet et RCA Photophone System pour les séquences parlées.
- Genre : Film dramatique
- Durée : 113 minutes
- Dates de sortie : 
  - États-Unis : 31 mars 1929
  - France : 14 mars 1930[3]

## Distribution
- Lina Basquette : Judy Craig
- Marie Prevost : Mame
- Tom Keene : Bob Hathaway
- Noah Beery : la Brute
- Eddie Quillan : Samuel 'Bozo' Johnson
- Mary Jane Irving : la victime
- Clarence Burton : gardien
- Richard Alexander : gardien
- Kate Price : Matrone de la prison
- Hedwiga Reicher
- Julia Faye
- Wade Boteler : policier sympathique (non crédité)
- William Humphrey : principal (non crédité)
- George Irving : inspecteur de prison (non crédité)
- Jane Keckley : Vice-principal (non crédité)

## Autour du film
- Dernier film muet[4] de Cecil B. DeMille[1]
- Certaines scènes furent littéralement brûlantes, avec de vraies flammes, et certains acteurs y ont laissé plus que de la peur[5]
- Cecilia de Mille, fille de Cecil B. Demille y apparaît[5]

## Avis sur le film
- Ann Harding's Treasures
- Kevin Brownlow
- Grande encyclopédie Larousse
- Wes Connors (en)